# Myriad Islands
Die Myriad Islands (englisch für Myriadeinseln; in Chile Islotes Jorquera) sind eine Gruppe verstreuter kleiner Inseln und Felsen vor der Westküste des antarktischen Grahamlands. Sie liegen 8 km westlich der Dannebrog- und der Vedel-Inseln im Wilhelm-Archipel.
Teilnehmer der British Graham Land Expedition (1934–1937) unter der Leitung des australischen Polarforschers John Rymill kartierten die Inseln. Das UK Antarctic Place-Names Committee benannte sie im Jahr 1959 in Anlehnung an ihre große Anzahl. Namensgeber der seit 1962 in Chile gültigen Benennung ist Pedro Jorquera Goicolea, Kapitän des Forschungsschiffs Leucotón bei der 6. Chilenischen Antarktisexpedition (1951–1952).